# 神はわがやぐら
『神はわがやぐら』（ドイツ語: Ein feste Burg ist unser Gott）は、マルティン・ルターの最もよく知られた讃美歌である。ルターは1527年から1529年の間に歌詞を書き、旋律を作曲した。この讃美歌は、英語をはじめとして多くの言語に訳された。聖書箇所は詩篇46篇である。英語ではフリデリック・ヘッジとトーマス・カーライルの訳が知られる。日本福音連盟の『聖歌』は『み神は城なり』と訳している。

## 歴史

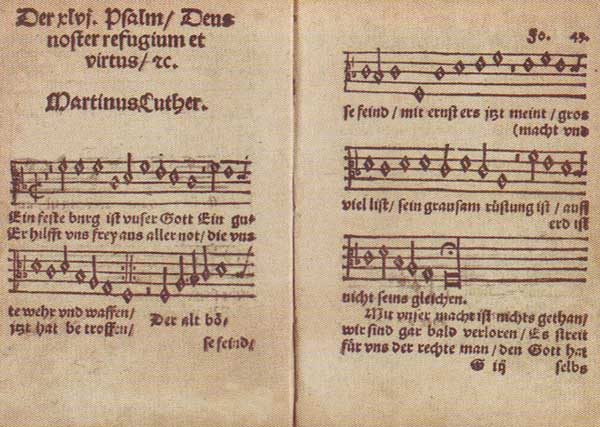
Geistliche Lieder aufs Neue gebessert zu Wittenbergより(1533年)

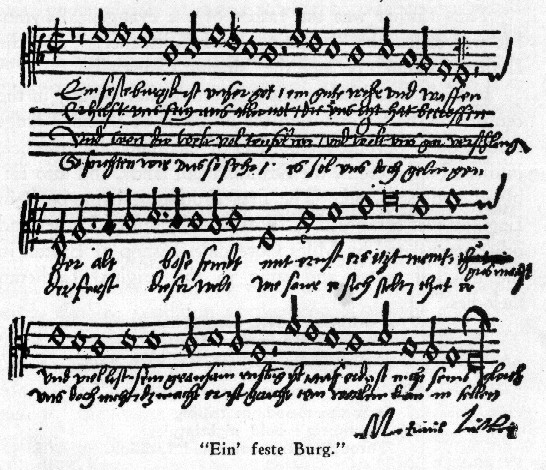
長らくルターの自筆とされてきたが、近年では贋作とも指摘されているもの。

『神はわがやぐら』は、ルーテル派とプロテスタントの伝統において最も歌われる愛唱歌の一つである。これは「宗教改革の戦いの讃美歌」と呼ばれ、宗教改革者たちをよく助けた。
この讃美歌について4つの話が伝わっている。
- ハインリヒ・ハイネは、1521年4月16日ヴォルムス国会の時に歌われたとする。
- シュナイダーは、1527年8月16日に処刑されたプロテスタント殉教者でルターの友人、レーオンハルトカイザーの記念とする。
- Jean-Henri Merle d'Aubignéは、1530年のアウクスブルク信仰告白の時に歌われたとする。
- ルーテル派の君主たちが1529年の第2回シュパイアー帝国議会でカール5世に抗議（プロテスト）した時のものであるとする。

現存する讃美歌集では1531年の収録がもっとも古いが、1529年、1528年の讃美歌集にも収録されていたと考えられている。伝承では三十年戦争時に、スウェーデン王グスタフ2世アドルフが歌ったという。讃美歌は1536年すでにスウェーデン語に訳されていた。最初の英訳は1539年、Myles Coverdaleの手による。
また、日本ルーテル・アワー製作のラジオ伝道番組「ルーテル・アワー」、「この人を見よ」のオープニングテーマとしても使用された。

## 旋律

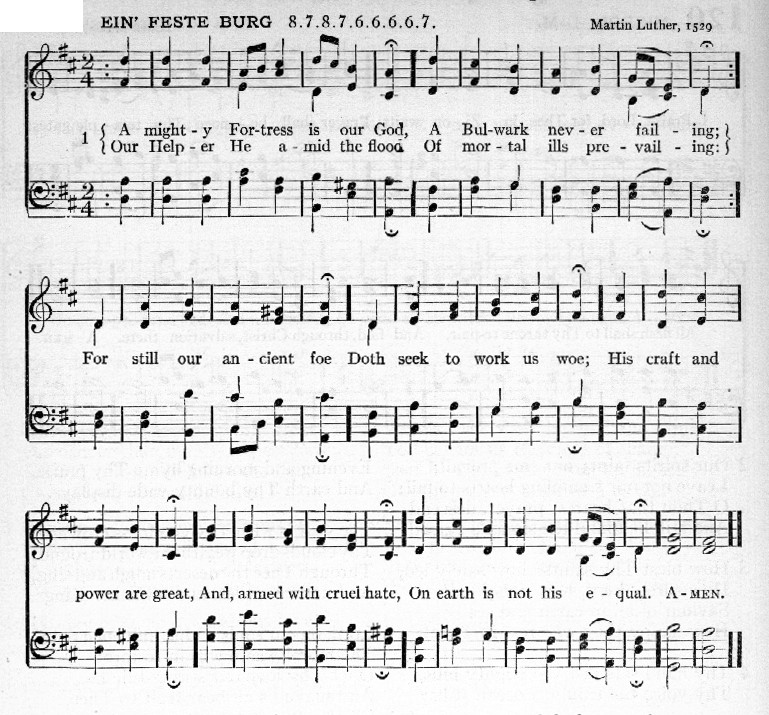
均等な拍節に直されたもの

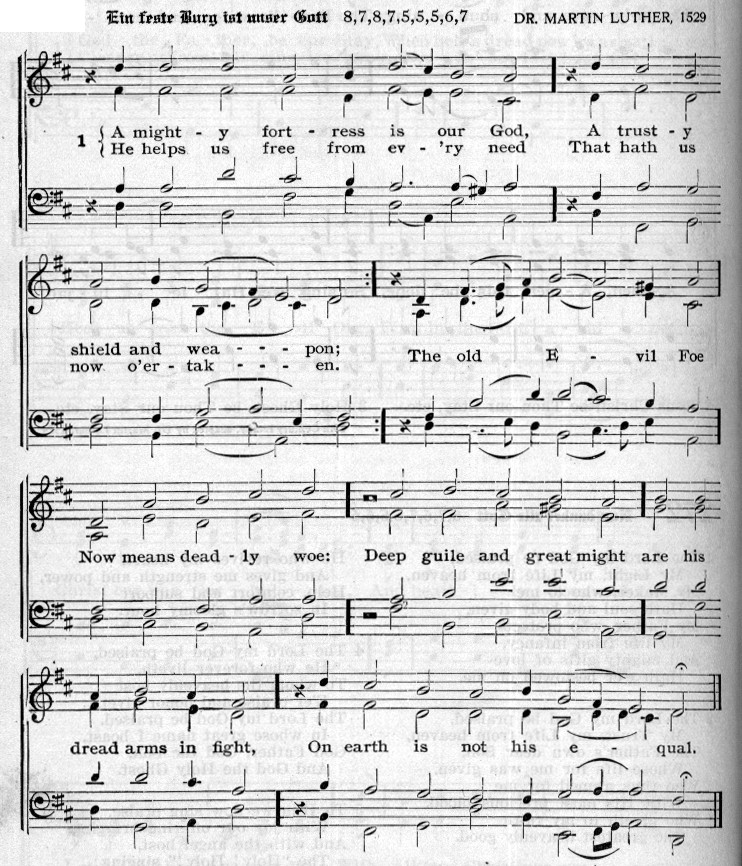
オリジナルのリズムに和声付けしたもの

ルターのオリジナルの旋律はこの時代の音楽に一定な拍子が無かったためリズミックであるが、現在よく歌われるものは均等な拍節と一定の拍子を持ったものに直されたものである。19世紀の音楽学者たちは、この讃美歌がルターの作になることを否定したが、さらに研究が進むにつれて、再度ルター作だと考えられるようになった。今日の音楽学者には歌詞と旋律がルター作だという同意がある。

## 編曲
ヨハン・ゼバスティアン・バッハのカンタータ80番『われらが神は堅き砦』を始め、多くの作曲家によって編曲された。ヨハン・ゼバスティアン・バッハの4声コラール集（Choralgesänge、BWV302、BWV303）にも収録される。フェリックス・メンデルスゾーンは、交響曲第5番『宗教改革』のフィナーレに使った。また、マックス・レーガーもこのコラール旋律にもとづいたオルガン・コラール変奏曲を書いている(作品27)。ジャコモ・マイアベーアは、オペラ『ユグノー教徒』（1836年）に使った。リヒャルト・ワーグナーは、『皇帝行進曲』（Kaisermarsch）のモチーフとして使った。

## 所収
- 讃美歌 (1954年版) 267番
- 聖歌 233番
- 聖歌 (総合版) 202番
- 讃美歌21 377番
- 新聖歌 280番
- 教会讃美歌 450番
- 日本聖公会聖歌集 453番

## 原語のドイツ語テキスト
現代ドイツ語とは異なるところがある。冒頭一語目の不定冠詞 ein からして、現代語では後ろの Burg が女性名詞であることに呼応して eine となるところである。 
Ein feste Burg ist unser Gott,

ein gute Wehr und Waffen.

Er hilft uns frei aus aller Not,

die uns jetzt hat betroffen.

Der alt böse Feind

mit Ernst er’s jetzt meint,

groß Macht und viel List

sein grausam Rüstung ist,

auf Erd ist nicht seinsgleichen.

Mit unsrer Macht ist nichts getan,

wir sind gar bald verloren;

es streit’ für uns der rechte Mann,

den Gott hat selbst erkoren.

Fragst du, wer der ist?

Er heißt Jesus Christ,

der Herr Zebaoth,

und ist kein andrer Gott,

das Feld muss er behalten.

Und wenn die Welt voll Teufel wär

und wollt uns gar verschlingen,

so fürchten wir uns nicht so sehr,

es soll uns doch gelingen.

Der Fürst dieser Welt,

wie sau’r er sich stellt,

tut er uns doch nicht;

das macht, er ist gericht’:

ein Wörtlein kann ihn fällen.

Das Wort sie sollen lassen stahn

und kein’ Dank dazu haben;

er ist bei uns wohl auf dem Plan

mit seinem Geist und Gaben.

Nehmen sie den Leib,

Gut, Ehr, Kind und Weib:

lass fahren dahin,

sie haben’s kein’ Gewinn,

das Reich muss uns doch bleiben.

## 讃美歌1903年

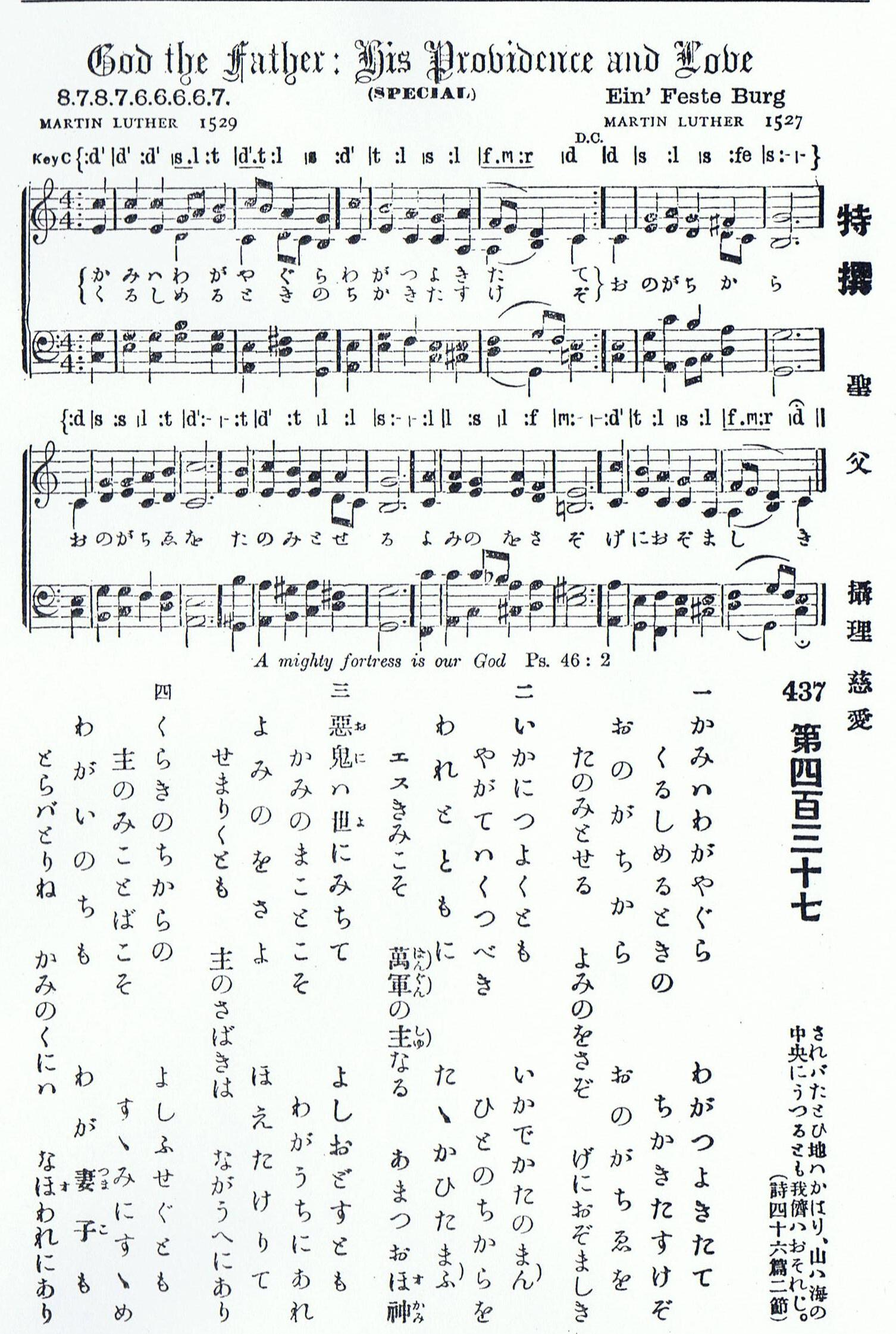
『讃美歌』1903年

| 1. 神はわがやぐら わが強き盾 苦しめるときの 近き助けぞ おのが力 おのが知恵を たのみとせる よみのおさぞ げにおぞましき             | 2. いかに強くとも いかでか頼まん やがてはくつべき 人のちからを われとともに たたかいたもう イエスきみこそ 万軍の主なる あまつおお神 |
| 3. 悪鬼は世にみちて よしおどすとも 神のまことこそ わがうちにあれ よみのおさよ ほえたけりて せまりくとも 主のさばきは なが上にあり | 4. くらきのちからの よしふせぐとも 主のみことばこそ すすみにすすめ わがいのちも わが妻子も とらばとりね 神の国は なおわれにあり     |

## 歌詞翻訳
1.

私たちの神はかたいとりで

よい守りの武器です。

神は私たちを苦しみ、悲惨から

助け出してくださいます。

古い悪い敵はいま必死にあがいており、

その大きな勢力と策略を用いて

攻撃してくるので

地上の存在でこれに勝てる者はおりません。

2.

私たちの力は無にひとしいのです。

私たちは立ちえません。

けれども私たちに代わって戦ってくださる方がおります。

それは神ご自身が立ててくださった戦士であられます。

そのお名前を尋ねますか？

その御名はイエス・キリストです。

万軍の主なるお方であり、

神ご自身であられるお方です。

主は敵に譲ることはありません。

3.

悪魔が世に満ちて

私たちを飲み込もうとするときも

私たちは恐れなくてもいいのです。

私たちは敵に勝利します。

この世を支配するサタン、悪魔が

たけり狂っておそってくるときも

彼の手は私たちにとどきません。

彼は神のみことばの一撃で、打ち倒されてしまいます。

4.

世人たちがみな神のみことばをあざけり、

みことばをふみにじっておそれをしらないときであっても

主は私たちと共に戦ってくださり、

聖霊と賜物を与えてくださいます。

世人たちが地上のいのち、

財産、名誉、妻子を奪いとろうとしても

世人たちは何も得ることは出来ません。

神の国は永遠にクリスチャンのものであります。